# 335 Roberta
335 Roberta là một tiểu hành tinh lớn ở vành đai chính. Nó được xếp loại tiểu hành tinh kiểu F. Tiểu haàh tinh này do Anton Staus phát hiện ngày 1.9.1892 ở Heidelberg. Đây là tiểu hành tinh duy nhất do ông phát hiện, và được đặt theo tên nhà ngoại giao Nga Robert von Osten-Sacken.